# The Question (film 1917)
The Question è un film muto del 1917 diretto da Perry N. Vekroff.

## Trama
Il dottor Rundel ha dedicato tutta la sua vita a una ricerca che potrebbe rivoluzionare il campo della medicina. Per impedire che il suo assistente, John Stedman, possa trascurare il lavoro a causa della sua relazione con Martha Wainwright, fa firmare al giovane un documento dove quest'ultimo dichiara che non si sposerà fino a che la formula che loro stanno studiando non sarà completata. Alla morte di Rundel, Stedman, volendo rispettare l'impegno, prosegue gli studi e trascura la fidanzata. Il padre di lei, allora, la spinge alle nozze con il ricco Allen Cosgrove. Lei scrive a Stedman e la lettura del biglietto provoca nel ricercatore un attacco cardiaco. Martha si prende cura di lui e accetta una vita in comune pur se non possono sposarsi. La situazione provoca grande scandalo: Cosgrove affronta Stedman e la cosa potrebbe finire molto male. Per fortuna Rundel si sveglia: il brutto sogno che ha fatto lo induce a ritornare sui suoi passi e a strappare il documento causa di tutti quei guai.

## Produzione
Prodotto dalla Vitagraph Company of America.

## Distribuzione
Il copyright del film, richiesto da The Vitagraph of America, fu registrato il 2 giugno 1917 con il numero LP10882.
Il film uscì nelle sale statunitensi l'11 giugno 1917, distribuito dalla Greater Vitagraph, Incorporated [Blue Ribbon Feature].
Non si conoscono copie ancora esistenti della pellicola che viene considerata presumibilmente perduta.